# Matematická indukce
Matematická indukce je metoda dokazování matematických vět a tvrzení, která se používá, pokud chceme ukázat, že dané tvrzení platí pro všechna přirozená čísla, případně jinou, předem danou nekonečnou posloupnost. Typicky se užívá k důkazům těch tvrzení o přirozených číslech, u nichž je snadné ověřit, že platí pro číslo 1, a zároveň lze platnost pro každé dané n převést v konečně mnoha krocích na platnost pro 1 s tím, že počet těchto kroků s rostoucím n také roste.

## Princip důkazu indukcí
Typický důkaz indukcí se skládá ze dvou kroků:
- První krok: V tomto kroku se dokáže, že tvrzení platí pro nejmenší přirozené číslo n, nikoliv pro n=1, pro které nemusí vždy obecně platit.
- Indukční krok: Ukážeme, že pokud tvrzení platí pro n = m, pak platí i pro n = m + 1 (Část následující bezprostředně po pokud se někdy nazývá indukční předpoklad).

Princip matematické indukce pak již říká, že tvrzení platí pro každé n.
Často se v prvním kroku dokazuje, že tvrzení platí pro n = 0. Tento způsob je zcela ekvivalentní.
Tento postup se někdy přirovnává k dominu. Obě tyto části jsou totiž podobné dominovému efektu:
- Spadne první kostka domina.
- Pokud spadne nějaká kostka domina, spadne i její nejbližší soused.

Výsledkem potom je, že spadnou všechny kostky.

## Příklad
Mějme následující tvrzení: Pro všechna přirozená {\displaystyle n} platí
{\displaystyle 1+2+3+\cdots +n={\frac {n(n+1)}{2}}\,.}

### Důkaz

#### První krok
Nejdříve zkontrolujeme, zda tvrzení platí pro n = 1. Je zřejmé že ano, jelikož součet prvních 1 přirozených čísel je 1 a 1(1 + 1)/2=1.
Nedokazujeme pro n = 0, protože v zadání příkladu je uvedeno n ∈ N, tudíž nejmenší n je 1.

#### Indukční krok
Nyní chceme ukázat, že pokud tvrzení platí pro n = m, platí i pro n = m + 1. Tj. platí-li tvrzení, píšeme-li v něm všude m místo n, pak platí také píšeme-li v něm všude m + 1 místo n.
Předpokládejme tedy, že pro n = m tvrzení platí, čili:
{\displaystyle 1+2+\cdots +m={\frac {m(m+1)}{2}}.}
Přičtením m + 1 k oběma stranám této rovnice dostaneme:
{\displaystyle 1+2+\cdots +m+(m+1)={\frac {m(m+1)}{2}}+(m+1),}
kde pravá strana se rovná:
{\displaystyle ={\frac {m(m+1)}{2}}+{\frac {2(m+1)}{2}}={\frac {(m+1)(m+2)}{2}}={\frac {(m+1)((m+1)+1)}{2}}.}
Máme tedy:
{\displaystyle 1+2+\cdots +m+(m+1)={\frac {(m+1)((m+1)+1)}{2}}.}
To je ale přesně tvrzení pro n = m + 1. Dokázali jsme, že je pravdivé, pokud je pravdivé tvrzení pro n = m.

#### Shrnutí
Tvrzení tedy platí pro všechna přirozená čísla, jelikož:
- Platí pro 1.
- Jestliže platí pro 1, platí i pro 2.
- Jestliže platí pro 2, platí i pro 3.
- Jestliže platí pro 3, platí i pro 4.

{\displaystyle \vdots }

## Věta o důkazu indukcí
Myšlenku matematického důkazu indukcí lze formulovat touto matematickou větou:
Buď {\displaystyle A\subset \mathbb {N} ^{0}\,\!} množina přirozených čísel, která obsahuje nulu a s každým svým prvkem x obsahuje i x+1. Pak {\displaystyle A=\mathbb {N} ^{0}\,\!}.